# Claro (Tesino)
Claro es una antigua comuna suiza del cantón del Tesino, localizada en el círculo y distrito de Riviera. Limita al norte con la comuna de Cresciano, al este con San Vittore (GR) y Lumino, al sur con Arbedo-Castione, al suroeste con Gnosca, y al occidente con Preonzo.
Las localidades de Brogo, Cassero, Duno, Torrazza y Scubiago, forman parte del territorio comunal.